# Chhatarpur (ville)
Chhatarpur est une ville de l'État du Madhya Pradesh, au centre de l'Inde et le chef-lieu administratif du district de Chhatarpur.

## Géographie
La ville est à 270 km au nord-est de Bhopal et à 220 km à l'ouest d'Allahabad.